# Cicatrodea bahia
Cicatrodea bahia är en skalbaggsart som beskrevs av Dillon 1946. Cicatrodea bahia ingår i släktet Cicatrodea och familjen långhorningar. Inga underarter finns listade i Catalogue of Life.